# 魯伊納區

36°15′N 1°49′E / 36.250°N 1.817°E
魯伊納區（阿拉伯语：‎），是阿爾及利亞的行政區，位於該國北部，由艾因迪夫拉省負責管轄，首府設於魯伊納，面積297平方公里，2008年人口47,277，人口密度每平方公里159人。